# Abdullahi Mohamed
Mohamed Abdullahi «Farmajo» Mohamed (Mogadiscio, 11 de marzo de 1962) es un diplomático y político somalí. Desde el 16 de febrero de 2017 hasta el 15 de mayo de 2022 fue presidente del país. Entre 2010-2011 ocupó el puesto de primer ministro de Somalia durante el gobierno de Sharif Sheikh Ahmed.

## Biografía
Mohamed nació en la capital somalí, en el seno de una familia de activistas originaria de Gedo, en el sur de Somalia. Sus padres estaban afiliados a uno de los primeros partidos políticos del país, la Liga de la Juventud Somalí. Su apodo Formaajo, del italiano « formaggio » significa « queso », se lo puso su padre. Pertenece a una familia del clan Marehan Darod. En 1982 trabaja en el ministerio de exteriores y es primer secretario de Somalia en Estados Unidos desde 1985 a 1989. 
Entre 1989 y 1993 se gradúa en Historia y estudia un máster en Ciencia Política en la Universidad de Buffalo, en Buffalo, Nueva York. 
En 1991 crea el partido político Tayo y se convierte en su secretario general. Trabaja durante varios en la gestión por la igualdad de acceso al empleo en el condado de Érié y posteriormente en la municipalidad de Buffalo en el departamento de transportes. Se naturalizó entonces estadounidense ostentando la doble nacionalidad. En agosto de 2019 renunció voluntariamente a la doble nacionalidad.

## Elección a primer ministro
Luego de la renuncia de Omar Abdirashid Ali Shermarke como primer ministro del país (21 de septiembre de 2010), Mohamed estuvo en la lista de posibles asumidores del cargo, pero el elegido finalmente fue Abdiwahid Elmi Gonjeh. Sin embargo, el 31 de octubre, por decisión del presidente Ahmed, Gonjeh fue reemplazado por Mohamed Abdullahi Mohamed.
Su misión fue la de combatir contra las fuerzas terroristas de Al-Shabbaab e iniciar un rápido despliegue de soldados para el inicio rápido de la contienda. Pero eso no se produjo; Mohamed tuvo muchas dificultades desde que asumió el cargo, sobre todo por la lentitud del despliegue de soldados de la Unión Africana a luchar contra Al-Shabab. Su situación se agravó aún más cuando se firmó el Acuerdo de Kampala el 9 de junio de 2011, que generó el rechazo de la población de la capital y exigió la renuncia inmediata tanto del presidente, de él y del Parlamento.  
Finalmente, diez días después —el 19 de junio de 2011—, presentó su renuncia irrevocable al cargo. El 23 de junio, se escogió en su reemplazo a Abdiweli Mohamed Ali. Después de su renuncia, Mohamed retornó a los Estados Unidos.

## Presidente (2017 - 2022)
Mohamed se postuló para presidente contra 19 opositores. Su campaña se basó en el nacionalismo, la lucha contra el hambre y la derrota del movimiento islamista de Al-Shabaab. En febrero de 2017 fue elegido presidente. Su victoria fue inesperada porque era el único de los candidatos favoritos que no contaba con el apoyo de países extranjeros influyentes. En 2012, el nuevo presidente ya intentó convertirse en jefe de Estado, pero quedó fuera en primera ronda de una votación que otorgó el poder a Mohamud, que lideraba las apuestas para ser reelegido. El presidente fue elegido en debate parlamentario, y los 275 diputados y 54 senadores que lo designaron fueron elegidos por 14.025 delegados designados en función de un complejo reparto de poder entre clanes.